# آلبرت اسمیت (بازیکن فوتبال، زاده ۱۸۶۹)
آلبرت اسمیت (به انگلیسی: Albert Smith) زادهٔ ۲۳ ژوئیه ۱۸۶۹ بازیکن فوتبال اهل انگلستان که سابقهٔ بازی در تیم ملی فوتبال انگلستان را در کارنامهٔ خود دارد. وی در تاریخ ۷ مارس ۱۸۹۱ نخستین بازی ملی خود را در مقابل تیم ملی فوتبال ولز انجام داد و با حضور در ۳ بازی ملی، در تاریخ ۲۵ فوریه ۱۸۹۳ واپسین بازی ملی‌اش را در برابر تیم ملی فوتبال ایرلند برگزار کرد.